# Jacques Offenbach
Jacques Offenbach (Colônia, 20 de junho de 1819 — Paris, 5 de outubro de 1880) foi um compositor e violoncelista alemão da Era Romântica, radicado na França. Foi um paladino da opereta e um precursor do teatro musical moderno. Ele é lembrado pelas suas quase 100 operetas das décadas de 1850 a 1870, e pela sua ópera incompleta Les contes d'Hoffmann. Offenbach teve uma grande influência em compositores do género opereta, particularmente Johann Strauss e Arthur Sullivan. As suas obras mais conhecidas foram continuamente tocadas durante o século XX, e muitas das suas operetas continuam a ser encenadas no século XXI. Les contes d'Hoffmann continuam a fazer parte do repertório de ópera padrão.
Nascido em Colónia, Reino da Prússia, filho de um cantor de sinagoga, Offenbach mostrou desde cedo talento musical. Aos 14 anos, ele foi aceite como aluno no Conservatório de Paris, mas considerou os estudos académicos insatisfatórios e saiu passado um ano. De 1835 a 1855, ganhou a vida como violoncelista, alcançando fama internacional, e como maestro. A sua ambição, contudo, era compor peças cómicas para o teatro musical. Vendo que a direcção da companhia Opéra-Comique de Paris não estava interessada em encenar as suas obras, em 1855 arrendou um pequeno teatro nos Champs-Élysées. Ali, apresentou uma série das suas próprias pequenas peças, muitas das quais se tornaram populares.
Em 1858, Offenbach produziu a sua primeira opereta completa, Orphée aux enfers (Orfeu no Submundo) que foi excepcionalmente bem recebida, e que continua a ser uma das suas obras mais tocadas. Durante a década de 1860, ele produziu pelo menos 18 operetas completas, bem como mais peças de um acto apenas. As suas obras deste período incluem La belle Hélène (1864), La Vie parisienne (1866), La Grande-Duchesse de Gérolstein (1867) e La Périchole (1868). O humor picante (muitas vezes sobre intriga sexual) e as gentis farpas satíricas nessas peças, juntamente com a facilidade melódica de Offenbach, tornaram-nas internacionalmente conhecidas, e versões traduzidas fizeram sucesso em Viena, Londres e em outros lugares da Europa.
Offenbach tornou-se associado ao Segundo Império Francês de Napoleão III; o imperador e a sua corte foram genialmente satirizados em muitas das operetas de Offenbach. Napoleão III concedeu-lhe pessoalmente a cidadania francesa e a Legião de Honra. Com a eclosão da Guerra Franco-Prussiana em 1870, Offenbach viu-se em desvantagem em Paris devido às suas ligações imperiais e ao seu nascimento alemão. No entanto, continuou a ter sucesso em Viena e Londres. Offenbach foi viver para Paris durante a década de 1870, onde apresentou alguns dos seus primeiros trabalhos favoritos e uma série de novas obras, e empreendeu uma popular turnê pelos Estados Unidos. Nos seus últimos anos, fez os possíveis por terminar Les contes d'Hoffmann, mas morreu antes da estreia da ópera, que entrou para o repertório padrão em versões completadas ou editadas por outros músicos.

## Biografia e carreira

### Primeiros anos

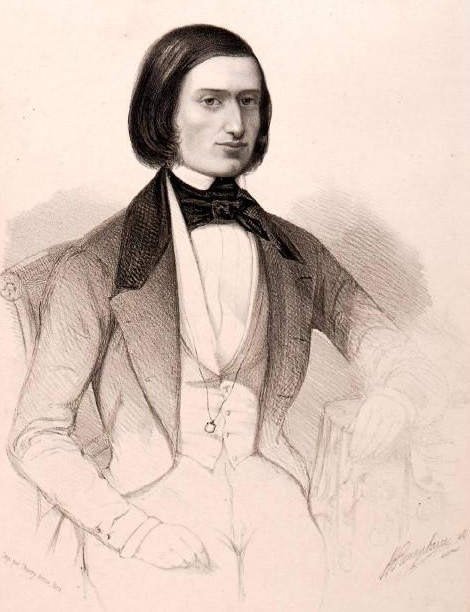
Offenbach na década de 1840

Offenbach nasceu em 20 de junho de 1819, como Jacob (ou Jakob) Offenbach em uma família judia na cidade alemã de Colônia, que era então parte da Prússia. Seu local de nascimento no Großer Griechenmarkt ficava a uma curta distância da praça que agora leva seu nome, a Offenbachplatz. Ele era o segundo filho e o sétimo de dez filhos de Isaac Juda Offenbach née Eberst (1779–1850) e sua esposa Marianne née Rindskopf (c. 1783–1840). Isaac, que veio de uma família musical, abandonou seu ofício original como encadernador e ganhava a vida itinerante como cantor em sinagogas e tocando violino em cafés. Ele era geralmente conhecido como "der Offenbacher", em homenagem à sua cidade natal, Offenbach am Main, e em 1808 adotou oficialmente Offenbach como sobrenome. Em 1816, ele se estabeleceu em Colônia, onde se estabeleceu como professor, dando aulas de canto, violino, flauta e violão, e compondo música religiosa e secular.
Quando Jacob tinha seis anos, seu pai o ensinou a tocar violino; em dois anos, o menino estava compondo canções e danças e, aos nove anos, começou a tocar violoncelo. Como Isaac era então o cantor permanente da sinagoga local, ele podia pagar para que seu filho tivesse aulas com o conhecido violoncelista Bernhard Breuer. Três anos depois, o biógrafo Gabriel Grovlez registra que o menino estava dando apresentações de suas próprias composições, "cujas dificuldades técnicas aterrorizavam seu mestre", Breuer. Junto com seu irmão Julius (violino) e sua irmã Isabella (piano), Jacob tocava em um trio em salões de dança, pousadas e cafés locais, apresentando música popular para dança e arranjos operísticos. Em 1833, Isaac decidiu que seus filhos musicalmente talentosos Julius e Jacob (então com 18 e 14 anos) precisavam deixar a cena musical provincial de Colônia para estudar em Paris. Com o generoso apoio dos amantes da música local e da orquestra municipal, com quem deram um concerto de despedida em 9 de outubro, os dois jovens músicos, acompanhados pelo pai, fizeram a viagem de quatro dias até Paris em novembro de 1833.
Isaac havia recebido cartas de apresentação do diretor do Conservatório de Paris, Luigi Cherubini, mas teve que persuadir Cherubini até mesmo a dar a Jacob uma audição. A idade e a nacionalidade do menino eram obstáculos para a admissão. Cherubini havia recusado vários anos antes a admissão de Franz Liszt, de doze anos, por motivos semelhantes, mas ele finalmente concordou em ouvir o jovem Offenbach tocar. Ele ouviu sua execução e o interrompeu, dizendo: "Chega, jovem, agora você é um aluno deste Conservatório." Julius também foi admitido. Ambos os irmãos adotaram formas francesas de seus nomes, Julius se tornando Jules e Jacob se tornando Jacques.

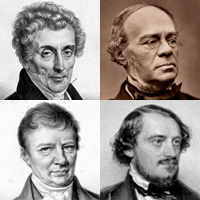
Influências iniciais (sentido horário a partir do canto superior esquerdo) Luigi Cherubini, Fromental Halévy, Friedrich von Flotow e Louis-Pierre Norblin.

Isaac esperava garantir um emprego permanente em Paris, mas não conseguiu e voltou para Colônia. Antes de partir, ele encontrou vários alunos para Jules; os modestos ganhos dessas aulas, complementados pelas taxas ganhas por ambos os irmãos como membros dos coros da sinagoga, os sustentaram durante seus estudos. No conservatório, Jules era um aluno diligente; ele se formou e se tornou um professor de violino e maestro de sucesso, e foi o spalla da orquestra de seu irmão mais novo por vários anos. Em contraste, Jacques estava entediado com os estudos acadêmicos e saiu depois de um ano. A lista de alunos do conservatório anota em seu nome "Cancelado em 2 de dezembro de 1834 (saiu por sua própria vontade)".

### Virtuoso do violoncelo
Tendo deixado o conservatório, Offenbach estava livre do severo academicismo do currículo de Cherubini, mas como escreve o biógrafo James Harding, "ele estava livre, também, para passar fome". Ele conseguiu alguns empregos temporários em orquestras de teatro antes de ganhar uma nomeação permanente em 1835 como violoncelista na Opéra-Comique. Ele não era mais sério lá do que tinha sido no conservatório e regularmente tinha seu pagamento reduzido por pregar peças durante as apresentações; em uma ocasião, ele e o violoncelista principal tocaram notas alternadas da partitura impressa e, em outra, sabotaram alguns suportes de partitura de seus colegas para fazê-los desabar no meio da apresentação. No entanto, os ganhos de seu trabalho orquestral permitiram que ele tivesse aulas com o célebre violoncelista Louis-Pierre Norblin. Ele causou uma impressão favorável no compositor e maestro Fromental Halévy, que lhe deu aulas de composição e orquestração e escreveu a Isaac Offenbach em Colônia que o jovem seria um grande compositor. Algumas das primeiras composições de Offenbach foram tocadas pelo elegante maestro Louis-Antoine Jullien. Offenbach e outro jovem compositor, Friedrich von Flotow, colaboraram em 1839 em uma série de obras para violoncelo e piano. Embora a ambição de Offenbach fosse compor para o palco, ele não conseguiu uma entrada no teatro parisiense neste ponto de sua carreira; com a ajuda de Flotow, ele construiu uma reputação compondo e tocando nos salões da moda de Paris. Por meio dos contatos que fez lá, ele ganhou alunos. Em 1838, o Théâtre du Palais-Royal o contratou para compor canções para a peça Pascal et Chambord, encenada em março de 1839. Em janeiro de 1839, junto com seu irmão mais velho, ele deu seu primeiro concerto público.

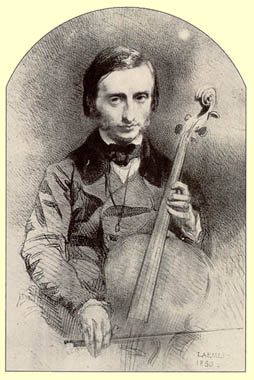
Offenbach como um jovem virtuoso do violoncelo: desenho de Alexandre Laemlein de 1850

Entre os salões em que Offenbach apareceu com mais frequência, a partir de 1839, estava o de Madeleine-Sophie, condessa de Vaux. Lá ele conheceu Hérminie d'Alcain, a filha de quinze anos de um general carlista. Eles se apaixonaram e, em 1843, ficaram noivos, mas ele ainda não estava em condições financeiras de se casar. Para estender sua fama e poder aquisitivo além de Paris, ele empreendeu turnês pela França e Alemanha. Entre aqueles com quem se apresentou estavam Anton Rubinstein e, em setembro de 1843, em um concerto em Colônia, Liszt. Em 1844, provavelmente por meio de conexões familiares inglesas de Hérminie, ele embarcou em uma turnê pela Inglaterra. Lá, ele foi imediatamente contratado para se apresentar com alguns dos músicos mais famosos da época, incluindo Felix Mendelssohn, Joseph Joachim, Michael Costa e Julius Benedict. O The Era escreveu sobre sua apresentação de estreia em Londres: "Sua execução e gosto excitaram tanto admiração quanto prazer, o gênio que ele exibiu chegando a inspiração absoluta." A imprensa britânica relatou uma apresentação triunfante de comando real; O Illustrated London News observou: "Herr Jacques Offenbach, o surpreendente violoncelista, se apresentou na noite de quinta-feira em Windsor diante do Imperador da Rússia, do Rei da Saxônia, da Rainha Vitória e do Príncipe Albert com grande sucesso." O uso do alemão "Herr", refletindo o fato de Offenbach permanecer um cidadão prussiano, era comum a toda a cobertura da imprensa britânica da turnê de Offenbach em 1844. A ambiguidade de sua nacionalidade às vezes lhe causou dificuldades mais tarde na vida, quando a França e a Prússia se tornaram inimigas.
Offenbach retornou a Paris com sua reputação e seu saldo bancário muito melhorados. O último obstáculo restante para seu casamento com Hérminie era a diferença em suas religiões professadas; ele se converteu ao catolicismo romano, com a condessa de Vaux atuando como sua madrinha. As opiniões de Isaac Offenbach sobre a conversão de seu filho do judaísmo são desconhecidas. O casamento ocorreu em 14 de agosto de 1844; a noiva tinha dezessete anos e o noivo, vinte e cinco. O casamento foi duradouro e feliz, apesar de alguns casos extraconjugais da parte de Offenbach. Após a morte de Offenbach, um amigo disse que Hérminie "lhe deu coragem, compartilhou suas provações e o confortou sempre com ternura e devoção".

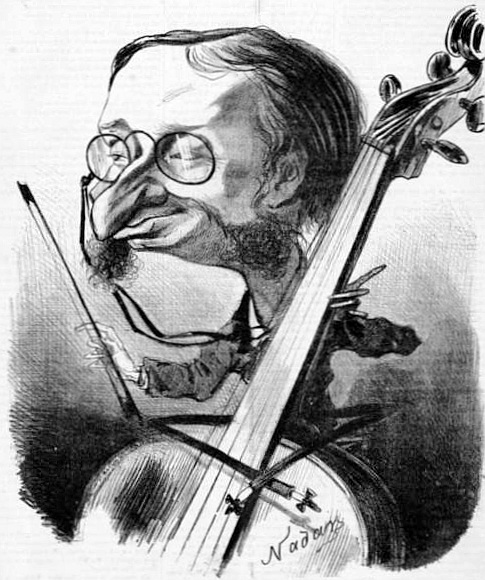
O compositor-maestro em forma de caricatura desenhado por Édouard Riou e Félix Nadar em 1858

Retornando aos familiares salões de Paris, Offenbach gradualmente mudou a ênfase de seu trabalho de ser um violoncelista que também compunha para ser um compositor que também tocava violoncelo. Ele já havia publicado muitas composições, e algumas delas venderam bem, mas agora ele começou a escrever, executar e produzir burlescos musicais como parte de suas apresentações de salão. Ele divertiu os 200 convidados da condessa de Vaux com uma paródia de Le désert, de Félicien David, então na moda, e em abril de 1846 deu um concerto no qual sete itens operísticos de sua própria composição foram estreados diante de um público que incluía importantes críticos musicais. No ano seguinte, ele encenou sua primeira opereta, o ato único L'Alcove. Ela havia sido escrita a convite da Opéra-Comique, que então não a apresentou, e Offenbach montou a produção sozinho como parte de uma noite de suas obras na École lyrique. Ele parecia prestes a entrar na composição teatral quando a revolução de 1848 estourou, varrendo Luís Filipe do trono e levando a um sério derramamento de sangue nas ruas da capital. Trezentas e cinquenta pessoas foram mortas em três dias. Offenbach levou às pressas Hérminie e sua filha de dois anos para se juntar à sua família em Colônia. A cidade estava passando por sua própria revolta revolucionária nacionalista e Offenbach achou conveniente mudar seu prenome de volta para o alemão enquanto estava lá.
Retornando a Paris em fevereiro de 1849, Offenbach encontrou os grandes salões fechados. Ele voltou a trabalhar como violoncelista e maestro ocasional na Opéra-Comique, mas não foi encorajado em suas aspirações de compor. Seus talentos foram notados pelo diretor da Comédie-Française, Arsène Houssaye, que o nomeou diretor musical do teatro em 1850, com a missão de ampliar e melhorar a orquestra. Offenbach compôs canções e música incidental para onze dramas clássicos e modernos para a Comédie-Française no início da década de 1850. Algumas de suas canções se tornaram muito populares e ele ganhou experiência valiosa escrevendo para o teatro. Houssaye escreveu mais tarde que Offenbach havia feito maravilhas para seu teatro, mas a administração da Opéra-Comique não estava interessada em contratá-lo para compor para seu palco. O compositor e crítico Claude Debussy escreveu mais tarde que o establishment musical não conseguia lidar com a ironia de Offenbach, que expunha a "qualidade falsa e exagerada" das óperas que eles favoreciam - "a grande arte na qual não era permitido sorrir".

### Bouffes-Parisiens, Champs-Élysées
Entre 1853 e maio de 1855, Offenbach escreveu três operetas de um ato e conseguiu encená-las em Paris. Todas foram bem recebidas, mas as autoridades da Opéra-Comique permaneceram impassíveis. Offenbach encontrou mais incentivo no compositor, cantor e empresário Florimond Ronger, conhecido profissionalmente como Hervé. Em seu teatro, o Folies-Nouvelles, inaugurado em 1854, Hervé foi o pioneiro da ópera cômica leve francesa, ou "opérette". Em The Musical Quarterly, Martial Teneo e Theodore Baker escreveram: "Sem o exemplo dado por Hervé, Offenbach talvez nunca tivesse se tornado o músico que escreveu Orphée aux Enfers, La belle Hélène e tantas outras obras triunfantes." Offenbach abordou Hervé, que concordou em apresentar uma nova opereta de um ato com palavras de Jules Moinaux e música de Offenbach, chamada Oyayaye ou La reine des îles. Foi apresentada em 26 de junho de 1855 e foi bem recebida. O biógrafo de Offenbach, Peter Gammond, descreve-a como "uma encantadora peça de absurdo". A peça retrata um contrabaixista, interpretado por Hervé, naufragado em uma ilha canibal, que após vários encontros perigosos com a chefe feminina dos canibais consegue escapar usando seu contrabaixo como barco. Offenbach seguiu em frente com os planos de apresentar suas obras em seu próprio teatro e abandonar outras ideias de aceitação pela Opéra-Comique.

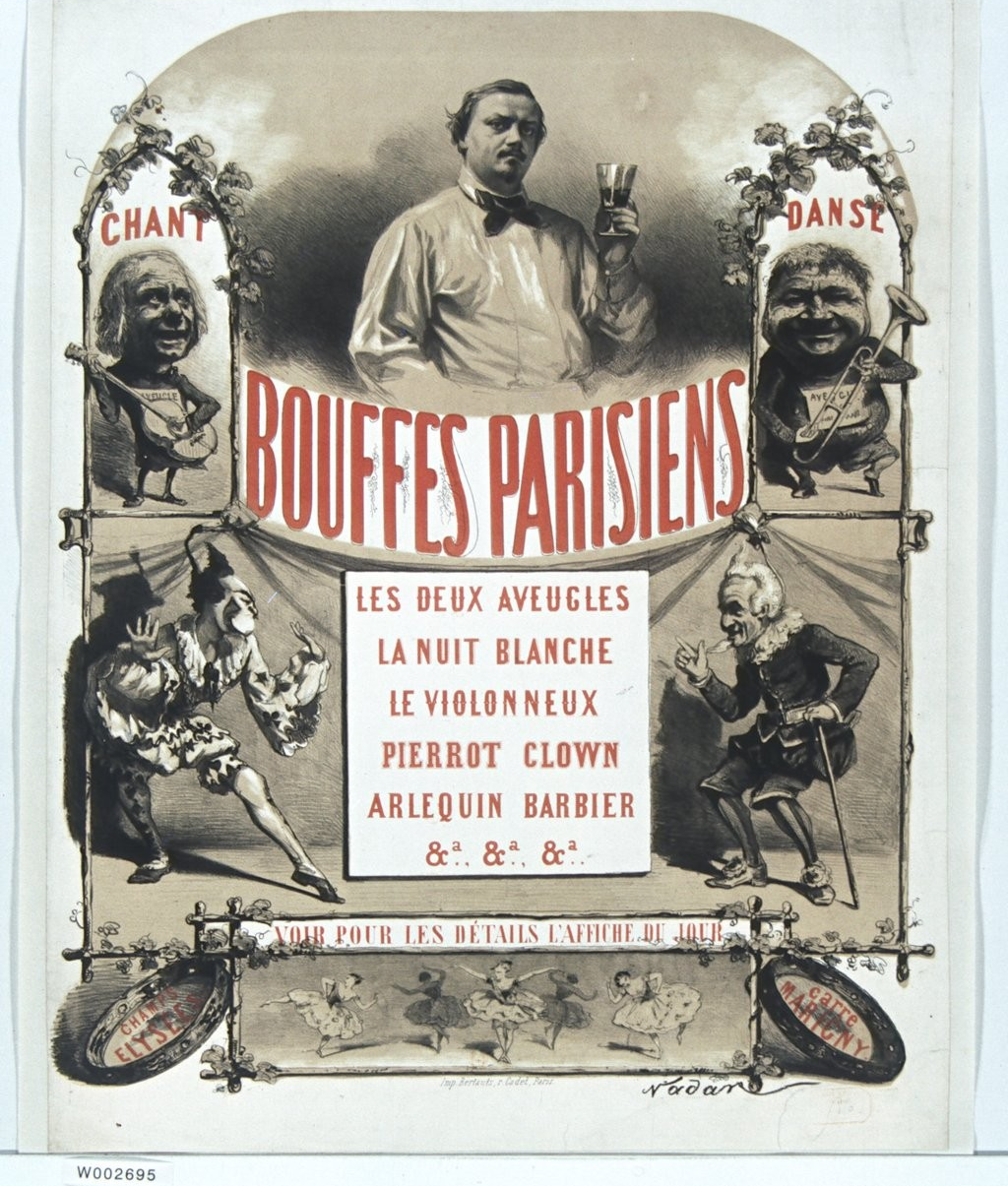
Cartaz do amigo de Offenbach, Nadar

Offenbach havia escolhido seu teatro, a Salle Lacaze nos Champs-Élysées. O local e o momento eram ideais para ele. Paris estava prestes a ficar cheia entre maio e novembro com visitantes da França e do exterior para a Exposição Universal de 1855. A Salle Lacaze ficava ao lado do local da exposição. Ele escreveu mais tarde:
| “ | Nos Champs-Élysées, havia um pequeno teatro para alugar, construído para [o mágico] Lacaze, mas fechado por muitos anos. Eu sabia que a Exposição de 1855 atrairia muitas pessoas para esta localidade. Em maio, eu havia conseguido vinte apoiadores e, em 15 de junho, consegui o aluguel. Vinte dias depois, reuni meus libretistas e inaugurei o "Théâtre des Bouffes-Parisiens". | ” |

A descrição do teatro como "pequeno" era precisa: ele podia comportar um público de no máximo 300 pessoas. Portanto, era bem adequado aos pequenos elencos permitidos pelas leis de licenciamento vigentes: Offenbach estava limitado a três personagens falantes (ou cantores) em qualquer peça. Com forças tão pequenas, obras completas estavam fora de questão, e Offenbach, como Hervé, apresentou noites de várias peças de um ato. A abertura do teatro foi uma correria frenética, com menos de um mês entre a emissão da licença e a noite de abertura em 5 de julho de 1855. Durante este período, Offenbach teve que "equipar o teatro, recrutar atores, orquestra e equipe, encontrar autores para escrever material para o programa de abertura - e compor a música". Entre aqueles que ele recrutou em curto prazo estava Ludovic Halévy, sobrinho do primeiro mentor de Offenbach, Fromental Halévy. Ludovic era um funcionário público em ascensão, apaixonado pelo teatro e com talento para o diálogo e a poesia. Mantendo sua carreira no serviço público, colaborou (às vezes sob pseudônimos discretos) com Offenbach em 21 obras ao longo dos 24 anos seguintes.
Halévy escreveu o libreto para uma das peças do programa de abertura, mas a obra mais popular da noite tinha letra de Moinaux. Les deux aveugles, "Os Dois Cegos", é uma comédia sobre dois mendigos fingindo cegueira. Durante os ensaios, houve alguma preocupação de que o público pudesse julgá-la de mau gosto, mas não foi apenas o sucesso da temporada em Paris: logo estava em cartaz com sucesso em Viena, Londres e outros lugares. Outro sucesso em 1855 foi Le violoneux (O Violinista da Vila), que fez de Hortense Schneider uma estrelaem seu primeiro papel para Offenbach. Quando ela fez o teste para ele, aos 22 anos, ele a contratou na hora. A partir de 1855, ela foi um membro-chave de suas companhias durante grande parte de sua carreira.
Os Champs-Élysées em 1855 ainda não eram a grande avenida projetada pelo Barão Haussmann na década de 1860, mas uma alameda não pavimentada. Não se podia esperar que o público que se aglomerava no teatro de Offenbach no verão e no outono de 1855 se aventurasse lá nas profundezas de um inverno parisiense. Ele procurou um local adequado e encontrou o Théâtre des Jeunes Élèves, também conhecido como Salle Choiseul ou Théâtre Comte, no centro de Paris. Ele fez uma parceria com seu proprietário e mudou os Bouffes-Parisiens para lá durante o inverno. A companhia retornou à Salle Lacaze nas temporadas de verão de 1856, 1857 e 1859, apresentando-se na Salle Choiseul no inverno. A legislação promulgada em março de 1861 impediu a companhia de usar ambos os teatros, e as apresentações na Salle Lacaze foram interrompidas.

### Salle Choiseul
A primeira peça de Offenbach para a nova casa da companhia foi Ba-ta-clan (dezembro de 1855), uma peça bem recebida de frivolidade oriental falsa, com libreto de Halévy. Ele seguiu com mais quinze operetas de um ato nos três anos seguintes. Todas eram para os pequenos elencos permitidos por sua licença, embora na Salle Choiseul ele tenha recebido um aumento de três para quatro cantores.

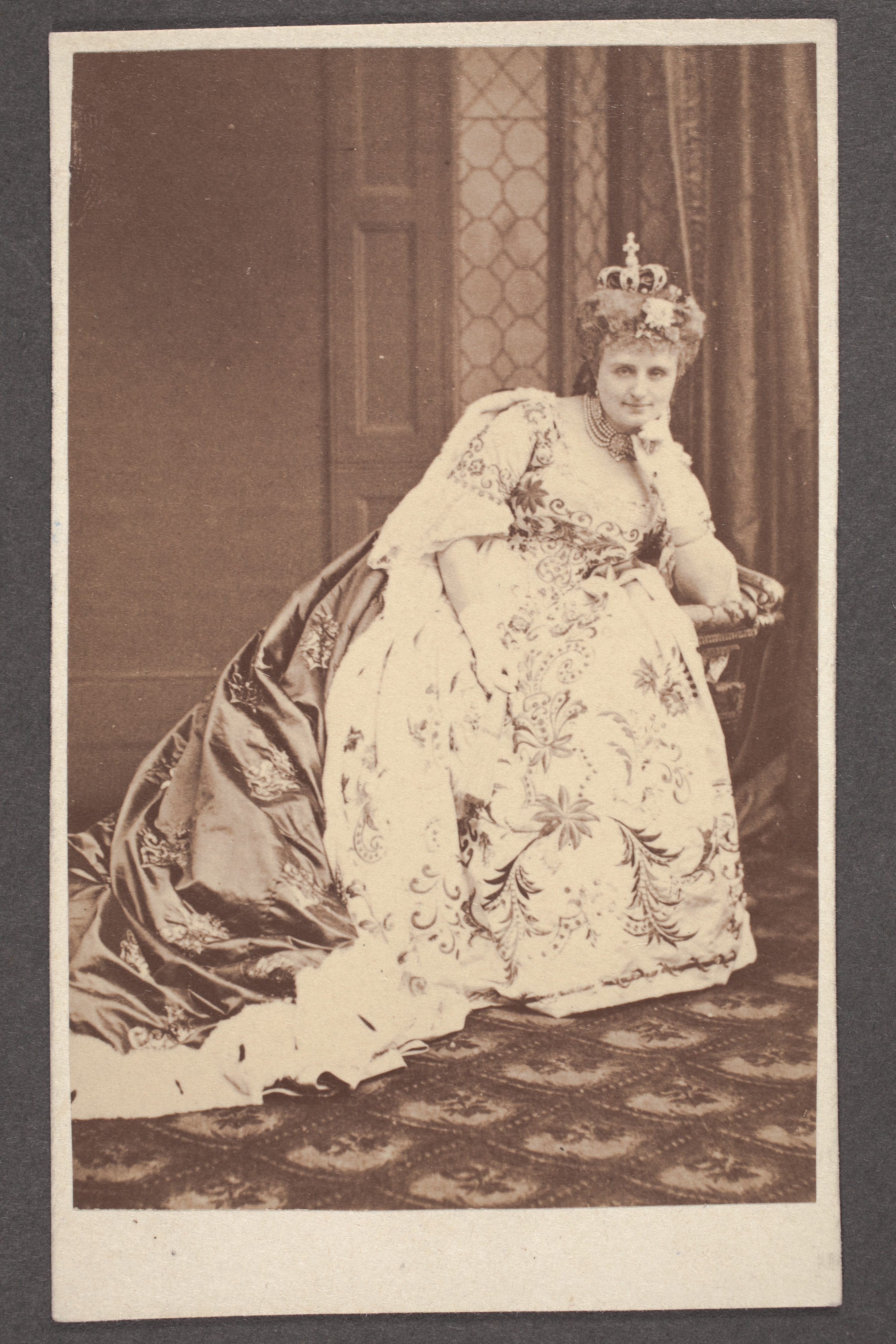
Hortense Schneider, a primeira estrela criada por Offenbach

Sob a gestão de Offenbach, os Bouffes-Parisiens encenaram obras de muitos compositores. Estas incluíam novas peças de Leon Gastinel e Léo Delibes. Quando Offenbach pediu permissão a Rossini para reviver sua comédia Il signor Bruschino, Rossini respondeu que estava satisfeito por poder fazer qualquer coisa pelo "Mozart dos Champs-Élysées". Offenbach reverenciava Mozart acima de todos os outros compositores. Ele tinha a ambição de apresentar a negligenciada ópera cômica de um ato de Mozart, Der Schauspieldirektor (O Empresário), nos Bouffes-Parisiens, e adquiriu a partitura de Viena. Com um texto traduzido e adaptado por Léon Battu e Ludovic Halévy, ele o apresentou durante as comemorações do centenário de Mozart em maio de 1856 como L'impresario; foi popular entre o público e também melhorou muito a posição crítica e social dos Bouffes-Parisiens. Por ordem do imperador Napoleão III, a companhia se apresentou no Palácio das Tulherias logo após a primeira apresentação.
Em um longo artigo no Le Figaro em julho de 1856, Offenbach traçou a história da ópera cômica. Ele declarou que a primeira obra digna de ser chamada de opéra-comique foi Blaise le savetier (Blaise, o Sapateiro) de Philidor, de 1759, e descreveu a divergência gradual das noções italianas e francesas de ópera cômica, com verve, imaginação e alegria dos compositores italianos, e travessura, bom senso, bom gosto e sagacidade dos compositores franceses. Ele concluiu que a ópera cômica havia se tornado muito grandiosa e inflada. Sua dissertação foi preliminar ao anúncio de um concurso aberto para aspirantes a compositores. Um júri de compositores e dramaturgos franceses, incluindo Daniel Auber, Fromental Halévy, Ambroise Thomas, Charles Gounod e Eugène Scribe considerou 78 inscrições; os cinco participantes pré-selecionados foram todos convidados a definir um libreto, Le docteur miracle, escrito por Ludovic Halévy e Léon Battu. Os vencedores conjuntos foram Georges Bizet e Charles Lecocq. Bizet tornou-se, e permaneceu, um amigo de Offenbach. Lecocq e Offenbach não gostavam um do outro, e sua rivalidade subsequente não era totalmente amigável.
Embora os Bouffes-Parisiens tocassem para casas cheias, o teatro estava constantemente à beira de ficar sem dinheiro, principalmente por causa do que seu biógrafo Alexander Faris chama de "extravagância incorrigível de Offenbach como gerente". Um biógrafo anterior, André Martinet, escreveu: "Jacques gastou dinheiro sem contar. Comprimentos inteiros de veludo foram engolidos no auditório; figurinos devoraram largura após largura de cetim." Além disso, Offenbach era pessoalmente generoso e liberalmente hospitaleiro. Para impulsionar as finanças da companhia, uma temporada em Londres foi organizada em 1857, metade da companhia permaneceu em Paris para tocar na Salle Choiseul e a outra metade se apresentando no St James's Theatre no West End de Londres. A visita foi um sucesso, mas não causou a sensação que as obras posteriores de Offenbach causaram em Londres.

### Orphée aux Enfers
Em 1858, o governo suspendeu as restrições de licenciamento quanto ao número de artistas, e Offenbach pôde apresentar obras mais ambiciosas. Sua primeira opereta completa, Orphée aux enfers ("Orfeu no Submundo"), foi apresentada em outubro de 1858. Offenbach, como de costume, dedicou-se livremente à produção, com cenários de Gustave Doré, figurinos suntuosos, um elenco de vinte atores principais e um grande coro e orquestra.

Cartaz de uma produção do século XIX de Orphée aux Enfers

Como a companhia estava particularmente com pouco dinheiro após uma temporada abortada em Berlim, um grande sucesso era urgentemente necessário. A princípio, a produção parecia ser apenas um sucesso modesto. Logo se beneficiou de uma crítica indignada de Jules Janin, o crítico do Journal des Débats. Ele condenou a peça por profanidade e irreverência à mitologia romana: o tema era a lenda de Orfeu e Eurídice, embora Napoleão III e seu governo fossem geralmente vistos como os verdadeiros alvos de sua sátira. Offenbach e seu libretista Hector Crémieux aproveitaram essa publicidade gratuita e se juntaram a um animado debate público nas colunas do jornal diário parisiense Le Figaro. A indignação de Janin deixou o público ansioso para ver a obra, e a bilheteria foi prodigiosa. A peça teve 228 apresentações, numa época em que uma temporada de 100 noites era considerada um sucesso. Albert de Lasalle, em sua história dos Bouffes-Parisiens (1860), escreveu que a peça encerrou em junho de 1859 – embora ainda estivesse tendo um bom desempenho de bilheteria – "porque os atores, que não conseguiam cansar o público, estavam exaustos". Entre aqueles que queriam ver a sátira do imperador estava o próprio imperador, que ordenou uma apresentação em abril de 1860. Apesar de muitos grandes sucessos durante o resto da carreira de Offenbach, Orphée aux enfers continuou sendo sua obra mais popular. Gammond lista entre os motivos de seu sucesso, "as valsas arrebatadoras" que lembram Viena, mas com um novo sabor francês, as canções de tamborilar e "acima de tudo, é claro, o cancã que levava uma vida travessa em lugares baixos desde a década de 1830 ou por aí e agora se tornou uma moda educada, tão desinibida como sempre".
Na temporada de 1859, os Bouffes-Parisiens apresentaram novas obras de compositores como Flotow, Jules Erlanger, Alphonse Varney, Delibes e o próprio Offenbach. Das novas peças de Offenbach, Geneviève de Brabant, embora inicialmente tenha tido apenas um sucesso moderado, foi posteriormente revisada e ganhou muita popularidade; o dueto cômico dos dois gendarmes covardes tornou-se um número favorito na Grã-Bretanha e na França, e a base para o Hino dos Fuzileiros Navais nos EUA.

### Início da década de 1860

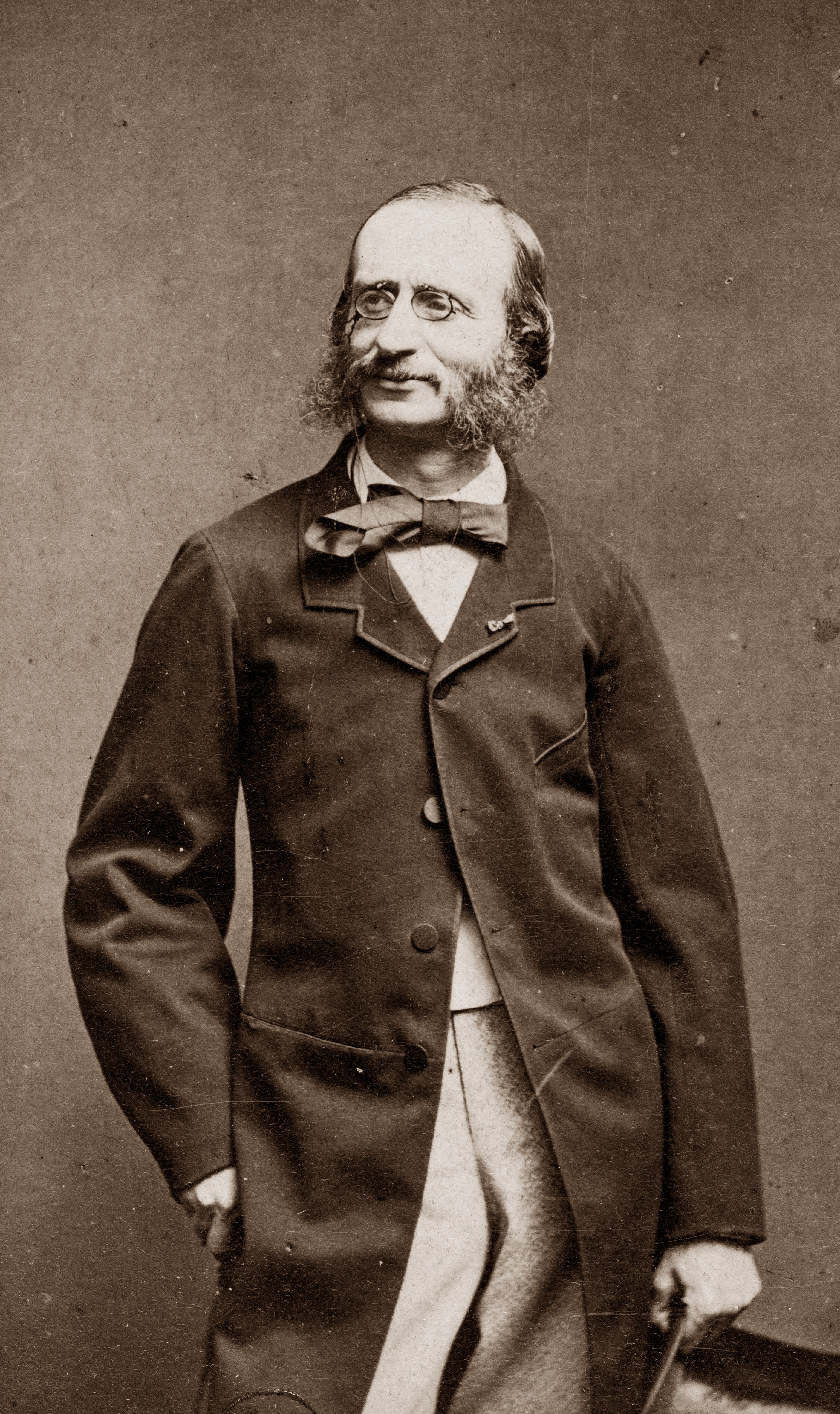
Offenbach entre 1861 e 1865

A década de 1860 foi a de maior sucesso de Offenbach. No início de 1860, ele recebeu a cidadania francesa por ordem pessoal de Napoleão III, e no ano seguinte foi nomeado cavaleiro da Légion d'honneur; esta nomeação escandalizou os membros do establishment musical que se ressentiam de tal honra para um compositor de ópera leve popular. Offenbach começou a década com sua única partitura substancial para balé, Le papillon ("A Borboleta"), produzida na Ópera de Paris em 1860. Ela alcançou o que era então uma série de sucesso de 42 apresentações, sem, como diz o biógrafo Andrew Lamb, "dar-lhe maior aceitação em círculos mais respeitáveis". Entre outras operetas no mesmo ano, ele finalmente teve uma peça apresentada pela Opéra-Comique, o Barkouf em três atos. Não foi um sucesso; seu enredo girava em torno de um cachorro, e Offenbach tentou imitações caninas em sua música. Nem o público nem os críticos ficaram impressionados e a peça sobreviveu apenas por sete apresentações.
Apesar desse revés, Offenbach floresceu na década de 1860, com os sucessos superando em muito os fracassos. Em 1861, ele liderou a companhia em uma temporada de verão em Viena. Encontrando casas lotadas e críticas entusiasmadas, Offenbach achou Viena muito do seu agrado. Ele até retornou, por uma única noite, ao seu antigo papel como virtuoso do violoncelo em uma apresentação de encomenda diante do Imperador Francisco José. Esse sucesso foi seguido por um fracasso em Berlim. Offenbach, embora nascido cidadão prussiano, observou: "A Prússia nunca faz nada para deixar felizes aqueles de nossa nacionalidade". Ele e a companhia voltaram às pressas para Paris. Enquanto isso, entre suas operetas naquela temporada estavam o longa-metragem Le pont des soupirs e o único ato M. Choufleuri restera chez lui le...
Em 1862, nasceu o único filho de Offenbach, Auguste (falecido em 1883), o último de cinco filhos. No mesmo ano, Offenbach renunciou ao cargo de diretor dos Bouffes-Parisiens, passando o cargo para Alphonse Varney. Ele continuou a escrever a maioria de suas obras para a companhia, com peças ocasionais apresentadas pela primeira vez na temporada de verão em Bad Ems. Apesar dos problemas com o libreto, Offenbach completou uma ópera séria em 1864, Die Rheinnixen, uma miscelânea de temas românticos e mitológicos. A ópera foi apresentada com cortes substanciais na Ópera da Corte de Viena e em Colônia em 1865. Não foi apresentada novamente até 2002, quando foi finalmente apresentada em sua totalidade. Desde então, recebeu várias produções. Continha um número, o "Elfenchor", descrito pelo crítico Eduard Hanslick como "adorável, atraente e sensual", que Ernest Guiraud mais tarde adaptou como a Barcarolle em Os Contos de Hoffmann. Depois de dezembro de 1864, Offenbach escreveu com menos frequência para os Bouffes-Parisiens, e muitas de suas novas obras estrearam em teatros maiores.

### Final da década de 1860
Entre 1864 e 1868, Offenbach escreveu quatro das operetas pelas quais é mais lembrado: La belle Hélène (1864), La Vie parisienne (1866), La Grande-Duchesse de Gérolstein (1867) e La Périchole (1868). Halévy foi acompanhado como libretista de todas elas por Henri Meilhac. Offenbach, que as chamou de "Meil" e "Hal", disse sobre essa trindade: "Je suis sans doute le Père, mais chacun des deux est mon Fils et plein d'Esprit", um jogo de palavras livremente traduzido como "Eu sou certamente o Pai, mas cada um deles é meu Filho e Totalmente Espiritual".
Para La belle Hélène, Offenbach garantiu Hortense Schneider para interpretar o papel-título. Desde seu sucesso inicial em suas óperas curtas, ela se tornou uma estrela importante do palco musical francês. Ela agora comandava grandes cachês e era notoriamente temperamental, mas Offenbach estava inflexível de que nenhuma outra cantora poderia igualá-la como Hélène. Os ensaios para a estreia no Théâtre des Variétés foram tempestuosos, com Schneider e a principal mezzo-soprano Léa Silly brigando, o censor se preocupando com a sátira da corte imperial e o gerente do teatro tentando controlar a extravagância de Offenbach com despesas de produção. Mais uma vez, o sucesso da peça foi inadvertidamente assegurado pelo crítico Janin; sua atenção escandalizada foi fortemente contestada por críticos liberais e a publicidade resultante novamente atraiu o público.
Barbe-bleue foi um sucesso no início de 1866 e foi rapidamente reproduzida em outros lugares. La Vie parisienne, mais tarde no mesmo ano, foi um novo começo para Offenbach e seus libretistas; pela primeira vez em uma peça de grande escala, eles escolheram um cenário moderno, em vez de disfarçar sua sátira sob um manto clássico. Não precisou de um impulso inadvertido de Janin, mas foi um sucesso instantâneo e prolongado com o público parisiense, embora seus temas muito parisienses o tornassem menos popular no exterior. Gammond descreve o libreto como "quase digno de [W. S.] Gilbert", e a partitura de Offenbach como "certamente a sua melhor até agora". A peça estrelou Zulma Bouffar, que começou um caso com o compositor que durou pelo menos até 1875.
Em 1867, Offenbach teve um de seus maiores sucessos. A estreia de La Grande-Duchesse de Gérolstein, uma sátira ao militarismo, ocorreu dois dias após a abertura da Exposição de Paris, uma atração internacional ainda maior do que a exposição de 1855 que o ajudou a lançar sua carreira de compositor. O público parisiense e visitantes estrangeiros acorreram à nova opereta. Os soberanos que viram a peça incluíam o rei Guilherme da Prússia, acompanhado de seu primeiro-ministro, Otto von Bismarck. Halévy, com sua experiência como alto funcionário público, viu a ameaça iminente da Prússia; ele escreveu em seu diário: "Bismarck está ajudando a dobrar nossos lucros. Desta vez é da guerra que estamos rindo, e a guerra está às nossas portas." La Grande-Duchesse de Gérolstein foi seguida por uma rápida sucessão de sucessos modestos. Em 1867 produziu Robinson Crusoé e uma versão revisada de Geneviève de Brabant; em 1868, Le château à Toto, L'île de Tulipatan e uma versão revisada de Le pont des soupirs.
Em outubro de 1868, La Périchole marcou uma transição no estilo de Offenbach, com menos sátira exuberante e mais interesse romântico humano. Lamb a chama de a partitura "mais charmosa" de Offenbach. Houve algumas reclamações da crítica sobre a mudança, mas a peça, com Schneider na liderança, teve um bom lucro. Foi rapidamente produzida em outras partes da Europa e na América do Norte e do Sul. Das peças que a seguiram no final da década, Les brigands (1869) foi outra obra que se inclinou mais para a ópera cômica romântica do que para a mais efervescente opéra bouffe. Foi bem recebida, mas foi revivida com menos frequência do que as operetas mais conhecidas de Offenbach.

### Guerra e consequências
Offenbach retornou às pressas de uma viagem a Ems e Wiesbaden pouco antes do início da Guerra Franco-Prussiana em 1870. Ele então foi para sua casa em Étretat, na Normandia, e providenciou a mudança de sua família para a segurança de San Sebastián, no norte da Espanha, juntando-se a eles logo depois. Tendo alcançado a fama sob Napoleão III, satirizado-o e sido recompensado por ele, Offenbach foi universalmente associado ao antigo regime: ele era conhecido como "o pássaro zombeteiro do Segundo Império". Quando o império caiu na esteira da vitória esmagadora da Prússia em Sedan, em setembro de 1870, a música de Offenbach de repente caiu em desuso. A França foi varrida por sentimentos violentamente antigermânicos e, apesar de sua cidadania francesa e da Légion d'honneur, seu nascimento e criação em Colônia o tornaram suspeito. As suas operetas eram agora frequentemente vilipendiadas como a personificação de tudo o que era superficial e inútil no regime de Napoleão III. La Grande-Duchesse de Gérolstein foi proibida em França devido à sua sátira antimilitarista.

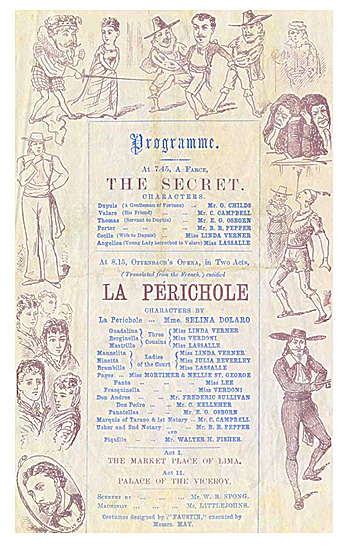
Programa para a produção londrina de La Périchole de 1875

Embora seu público parisiense o tenha abandonado, Offenbach já havia se tornado muito popular no West End de Londres. John Hollingshead, do Gaiety Theatre, apresentou as operetas de Offenbach para grandes e entusiasmados públicos. Entre 1870 e 1872, o Gaiety produziu quinze de suas obras. No Royalty Theatre, Richard D'Oyly Carte apresentou La Périchole em 1875. Em Viena, também, as obras de Offenbach eram produzidas regularmente. Enquanto a guerra e suas consequências devastavam Paris, o compositor supervisionou produções vienenses e viajou para a Inglaterra como convidado do Príncipe de Gales.
No final de 1871, a vida em Paris havia retornado ao normal e Offenbach encerrou seu exílio voluntário. Suas novas obras Le roi Carotte (1872) e La jolie parfumeuse (1873) foram modestamente lucrativas, mas as luxuosas reencenações de seus sucessos anteriores tiveram melhor desempenho nas bilheterias. Ele decidiu voltar à gestão teatral e assumiu o Théâtre de la Gaîté em julho de 1873. Sua espetacular reencenação de Orphée aux enfers foi altamente lucrativa; uma tentativa de repetir esse sucesso com uma nova e luxuosa versão de Geneviève de Brabant provou ser menos popular. Junto com os custos de produções extravagantes, a colaboração com o dramaturgo Victorien Sardou culminou em desastre financeiro. Uma produção dispendiosa de La haine de Sardou em 1874, com música incidental de Offenbach, não conseguiu atrair o público para a Gaîté, e Offenbach foi forçado a vender os seus interesses na Gaîté e a hipotecar royalties futuros.
Em 1876, uma turnê bem-sucedida pelos EUA em conexão com sua Exposição do Centenário permitiu que Offenbach recuperasse algumas de suas perdas e pagasse suas dívidas. Começando com um concerto no Gilmore's Garden diante de uma multidão de 8.000 pessoas, ele deu uma série de mais de 40 concertos em Nova Iorque e Filadélfia. Para contornar uma lei da Filadélfia que proibia entretenimentos aos domingos, ele disfarçou seus números de opereta como peças litúrgicas e anunciou um "Grande Concerto Sagrado de M. Offenbach". "Dis-moi, Vénus" de La belle Hélène tornou-se uma "Litanie", e outros números igualmente seculares foram anunciados como "Prière" ou "Hymne". As autoridades locais não se deixaram enganar, e retiraram a autorização para o concerto no último minuto. No Booth's Theatre, em Nova Iorque, Offenbach regeu La vie parisienne e sua recente (1873) La jolie parfumeuse. Ele retornou à França em julho de 1876, com lucros consideráveis, mas não espetaculares.
As operetas posteriores de Offenbach desfrutaram de popularidade renovada na França, especialmente Madame Favart (1878), que apresentava um enredo de fantasia sobre a atriz francesa da vida real Marie Justine Favart, e La fille du tambour-major (1879), que foi a mais bem-sucedida de suas operetas da década de 1870.

### Últimos anos

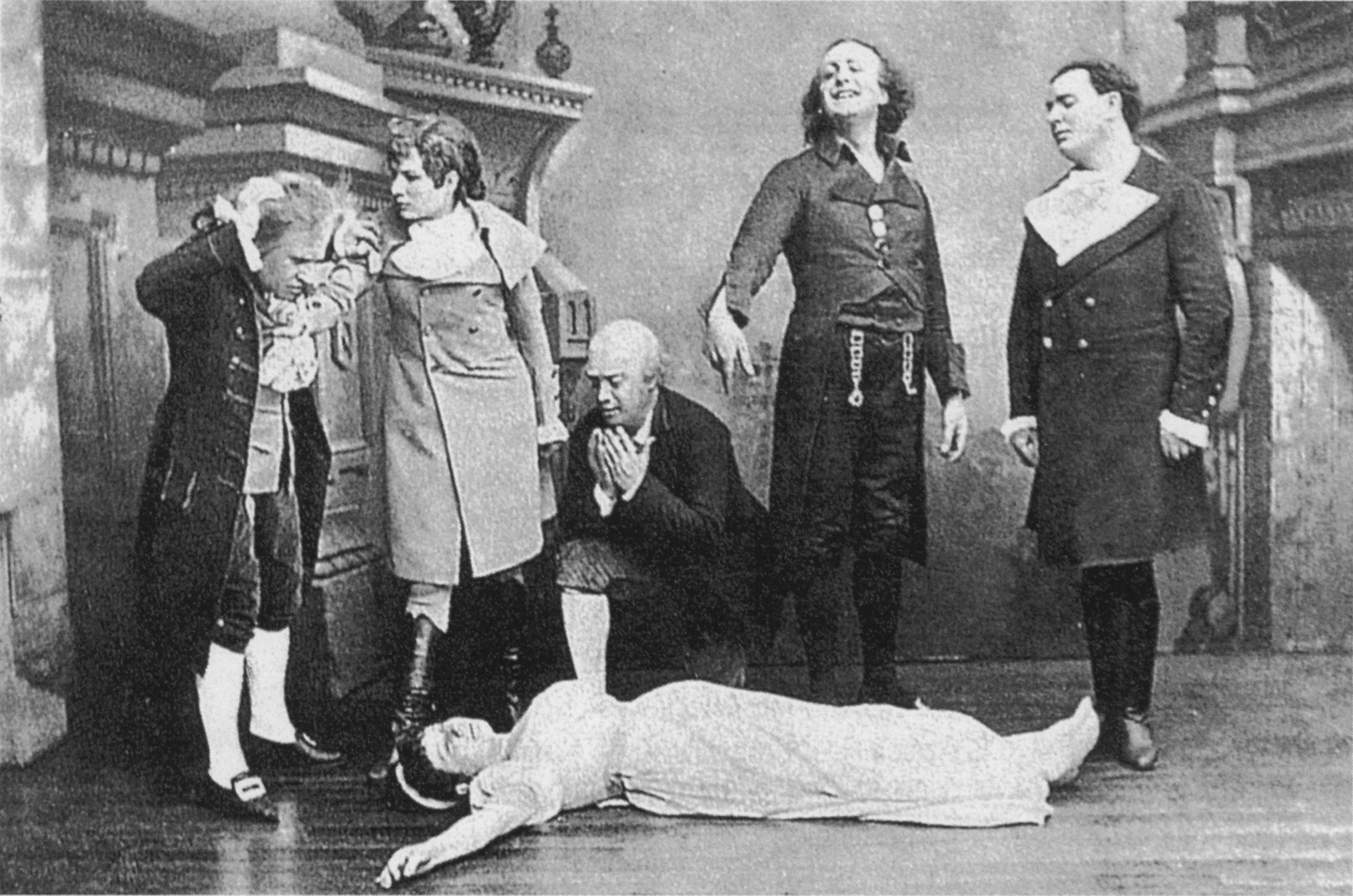
Os Contos de Hoffmann – cena da estreia, mostrando Adèle Isaac como a falecida Antonia, com (da esq. para a dir.) Hippolyte Belhomme, Marguerite Ugalde, Pierre Grivot, Émile-Alexandre Taskin e Jean-Alexandre Talazac

Embora La fille du tambour-major tenha sido lucrativa, compô-la deixou Offenbach com menos tempo para trabalhar em seu projeto querido, a criação de uma ópera séria de sucesso. Desde o início de 1877, ele estava trabalhando quando podia em uma peça baseada em uma peça de teatro, Les contes fantastiques d'Hoffmann, de Jules Barbier e Michel Carré. Offenbach sofria de gota desde a década de 1860, frequentemente sendo carregado para o teatro em uma cadeira. Agora com a saúde debilitada, ele estava consciente de sua própria mortalidade e desejava apaixonadamente viver o suficiente para completar a ópera, Les contes d'Hoffmann ("Os Contos de Hoffmann"). Ele foi ouvido dizendo a Kleinzach, seu cachorro, "Eu daria tudo o que tenho para estar na estreia". Offenbach não viveu para terminar a peça. Ele deixou a partitura vocal substancialmente completa e começou a orquestração. Ernest Guiraud, um amigo da família, auxiliado pelo filho de 18 anos de Offenbach, Auguste, completou a orquestração, fazendo grandes mudanças, bem como os cortes substanciais exigidos pelo diretor da Opéra-Comique, Carvalho. A ópera foi vista pela primeira vez na Opéra-Comique em 10 de fevereiro de 1881. Offenbach também deixou sua última comédia, Belle Lurette, inacabada; Léo Delibes a orquestrou e foi apresentada no Théâtre de la Renaissance em 30 de outubro de 1880.
Offenbach morreu em Paris em 5 de outubro de 1880, aos 61 anos. A causa da morte foi atestada como insuficiência cardíaca causada por gota aguda. Ele recebeu um funeral de estado; o The Times relatou: "A multidão de homens ilustres que o acompanhou em sua última viagem, em meio à simpatia geral do público, mostra que o falecido compositor era considerado um dos mestres de sua arte." Ele está enterrado no Cemitério de Montmartre.

## Trabalhos
No The Musical Times, Mark Lubbock escreveu em 1957:
| “ | A música de Offenbach é tão individualmente característica quanto a de Delius, Grieg ou Puccini – juntamente com sua amplitude e variedade. Ele era capaz de compor números "cantados" simples como a canção de Paris em La belle Hélène, "Au mont Ida trois déesses" [Três deusas no Monte Ida]; canções cômicas como "Piff Paff Pouf" do General Boum e o conjunto ridículo no baile dos criados em La vie parisienne, "Votre habit a craqué dans le dos" ["Seu casaco rasgou nas costas"]. Ele era especialista em compor músicas com uma qualidade arrebatadora e histérica. O famoso can-can de Orphée aux enfers a apresenta, assim como o final da festa dos criados... que termina com a canção delirante "Tout tourne, tout danse". Então, como contraste, ele poderia compor canções de simplicidade, graça e beleza como a Canção da Carta de La Périchole, "Chanson de Fortunio", e a terna canção de amor da Grã-Duquesa para Fritz: "Dites-lui qu'on l'a remarqué distingué". | ” |

Entre outros números conhecidos de Offenbach estão "Les oiseaux dans la charmille" (a canção da boneca de The Tales of Hoffmann ); "Voici le saber de mon père" e "Ah! Que j'aime les militaires" ( La Grande Duquesa de Gerolstein ); e "Tu n'es pas beau" em La Périchole , que Lamb observa ter sido a última música importante de Offenbach para Hortense Schneider.

### Operetas
Segundo seus próprios cálculos, Offenbach compôs mais de 100 óperas. Tanto o número quanto o substantivo são questionáveis: algumas obras foram tão extensivamente revisadas que ele evidentemente considerou as versões revisadas como novas, e os comentaristas geralmente se referem a todas, exceto algumas de suas obras para o palco, como operetas, em vez de óperas. Offenbach reservou o termo opérette (inglês: operetta) ou opérette bouffe para algumas de suas obras de um ato, usando mais frequentemente o termo opéra bouffe para suas obras completas (embora existam vários exemplos de um e dois atos desse tipo). Foi somente com o desenvolvimento posterior do gênero Operette em Viena, após 1870, que o termo francês opérette começou a ser usado para obras com mais de um ato. Offenbach também usou o termo opéra-comique para pelo menos 24 de suas obras em um, dois ou três atos.
As primeiras operetas de Offenbach foram peças de um ato para pequenos elencos. Mais de 30 delas foram apresentadas antes de sua primeira "ópera bouffon" em grande escala, Orphée aux enfers, em 1858, e ele compôs mais de vinte delas durante o resto de sua carreira. Lamb, seguindo o precedente do estudo de Henseler sobre o compositor em 1930, divide as peças de um ato em cinco categorias: (i) idílios rurais; (ii) operetas urbanas; (iii) operetas militares; (iv) farsas; e (v) burlescos ou paródias. Offenbach teve seu maior sucesso na década de 1860. Suas operetas mais populares daquela década permaneceram entre as mais conhecidas.

#### Textos e configuração de palavras
As primeiras ideias para enredos geralmente vinham de Offenbach, seus libretistas trabalhando em linhas concordavam com ele. Lamb escreve: "Nesse aspecto, Offenbach era bem servido e hábil em descobrir talentos. Como Sullivan, e ao contrário de Johann Strauss II, ele foi consistentemente abençoado com temas viáveis e libretos genuinamente espirituosos." Em sua configuração das palavras de seus libretistas, ele aproveitou a flexibilidade rítmica da língua francesa e às vezes levou isso a extremos, forçando as palavras a acentos não naturais. Harding comenta que ele "causou muita violência na língua francesa". Uma característica frequente da configuração de palavras de Offenbach era a repetição sem sentido de sílabas isoladas de palavras para efeito cômico; um exemplo é o quinteto para os reis em La belle Hélène: "Je suis l'époux de la reine/Poux de la reine/Poux de la reine" e "Le roi barbu qui s'avance/Bu qui s'avance/Bu qui s'avance."

#### Estrutura musical
Em geral, Offenbach seguiu formas simples e estabelecidas. Suas melodias são geralmente curtas e invariáveis em seu ritmo básico, raramente, nas palavras de Hughes, escapando "do despotismo da frase de quatro compassos". Na modulação, Offenbach era similarmente cauteloso; ele raramente mudava uma melodia para uma tonalidade remota ou inesperada, e se mantinha principalmente em um padrão tônica – dominante – subdominante. Dentro desses limites convencionais, ele empregava mais recursos em seu uso variado de ritmo; em um único número, ele contrastava um padrão rápido para um cantor com uma frase ampla e suave para outro, ilustrando seus diferentes personagens. Ele frequentemente mudava rapidamente entre tonalidades maiores e menores, contrastando efetivamente personagens ou situações. Quando desejava, Offenbach podia usar técnicas não convencionais, como o leitmotiv, usado para acompanhar o homônimo Docteur Ox (1877) e para parodiar Wagner em La carnaval des revues (1860).

#### Orquestração
Em suas primeiras peças para os Bouffes-Parisiens, o tamanho do fosso da orquestra restringiu Offenbach a uma orquestra de dezesseis músicos. Ele compôs para flauta, oboé, clarinete, fagote, duas trompas, corneta, trombone, percussão (incluindo tímpanos) e uma pequena seção de cordas de sete músicos. Depois de se mudar para a Salle Choiseul, ele teve uma orquestra de 30 músicos. O musicólogo e especialista em Offenbach Jean-Christophe Keck observa que, quando orquestras maiores estavam disponíveis, seja em teatros maiores de Paris ou em Viena ou em outros lugares, Offenbach compunha ou reorganizava a música existente de acordo. As partituras sobreviventes mostram sua instrumentação para sopros e metais adicionais e até mesmo percussão extra. Quando estavam disponíveis, ele escreveu para corne inglês, harpa e - excepcionalmente, discos Keck - um oficleide (Le Papillon), sinos tubulares (Le carnaval des revues) e uma máquina de sopro (Le voyage dans la lune).
Hughes descreve a orquestração de Offenbach como "sempre hábil, frequentemente delicada e ocasionalmente sutil". Ele cita a canção de Pluton em Orphée aux enfers, introduzida por uma frase de três compassos para clarinete solo e fagote solo em oitavas imediatamente repetidas na flauta solo e no fagote solo uma oitava acima. Na opinião de Keck, "a pontuação orquestral de Offenbach é cheia de detalhes, contravozes elaboradas, interações minuciosas coloridas por interjeições de sopros ou metais, todos os quais estabelecem um diálogo com as vozes. Seu refinamento de design é igual ao de Mozart ou Rossini."

#### Método composicional
Segundo Keck, Offenbach primeiro anotava as melodias que um libreto lhe sugeria em um caderno ou diretamente no manuscrito do libretista. Em seguida, usando papel manuscrito de partitura completa, ele anotava as partes vocais no centro e, em seguida, um acompanhamento de piano na parte inferior, possivelmente com notas sobre orquestração. Quando Offenbach tinha certeza de que a obra seria executada, iniciava a orquestração completa, muitas vezes empregando uma espécie de taquigrafia.

#### Paródia e influências

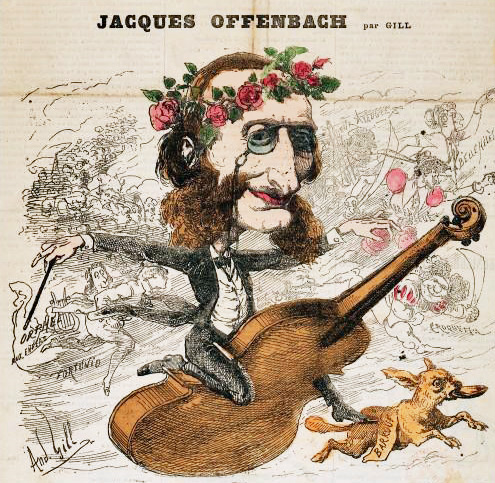
Offenbach por André Gill, 1866

Offenbach era bem conhecido por parodiar a música de outros compositores. Alguns deles viram a piada e outros não. Adam, Auber e Meyerbeer gostaram das paródias de Offenbach de suas partituras. Meyerbeer fazia questão de comparecer a todas as produções de Bouffes-Parisiens, sempre sentado no camarote particular de Offenbach. Entre os compositores que não se divertiram com as paródias de Offenbach estavam Berlioz e Wagner. Offenbach zombou dos "esforços de Berlioz em busca do antigo", e sua sátira inicial e alegre das pretensões de Wagner mais tarde se transformou em genuína antipatia. Berlioz reagiu colocando Offenbach e Wagner juntos como "o produto da mente alemã louca", e Wagner, ignorando Berlioz, retaliou escrevendo alguns versos nada lisonjeiros sobre Offenbach.
Em geral, a técnica parodística de Offenbach consistia simplesmente em tocar a música original em circunstâncias inesperadas e incongruentes. Ele introduziu o hino revolucionário proibido, La Marseillaise, no coro de deuses rebeldes em Orphée aux enfers, e citou a ária "Che farò" de Orfeo, de Gluck, na mesma obra; em La belle Hélène, citou o trio patriótico de Guillaume Tell, de Rossini, e parodiou a si mesmo no conjunto para os reis da Grécia, cujo acompanhamento cita o rondeau de Orphée aux enfers. Em suas peças de um ato, Offenbach parodiou o "Largo al factotum", de Rossini, e árias familiares de Bellini. Em Croquefer (1857), um dueto consiste em citações de La Juive, de Halévy, e Robert le diable e Les Huguenots, de Meyerbeer. Mesmo em seu período posterior, menos satírico, ele incluiu uma citação paródica de La fille du régiment de Donizetti em La fille du tambour-major.
Outros exemplos do uso de incongruência por Offenbach são notados pelo crítico Paul Taylor: "Em La belle Hélène, os reis da Grécia denunciam Paris como 'un vil séducteur' [vil sedutor] em um ritmo de valsa que é em si inadequadamente sedutor... a frase que soa como um penico 'L'homme à la pomme' se torna o núcleo absurdo de um grande conjunto de bacalhaus." Outra letra com música absurdamente cerimoniosa é "Votre habit a craqué dans le dos" (seu casaco está rasgado nas costas) em La vie parisienne. O rondó da Grã-Duquesa de Gérolstein "Ah! Que j'aime les militaires" é ritmicamente e melodicamente semelhante ao final da Sétima Sinfonia de Beethoven, mas não está claro se a semelhança é paródica ou coincidente.
Na última década de Offenbach, ele notou uma mudança no gosto do público: um estilo mais simples e romântico passou a ser preferido. Harding escreve que Lecocq havia se afastado com sucesso da sátira e da paródia, retornando ao "espírito genuíno da ópera cômica e sua alegria peculiarmente francesa". Offenbach seguiu o exemplo em uma série de vinte operetas; o maestro e musicólogo Antonio de Almeida nomeia a melhor delas como La fille du tambour-major (1879).

### Outras Obras

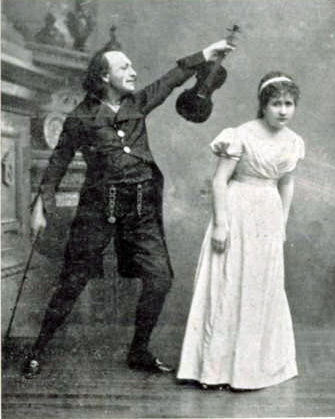
Dr. Miracle e Antonia na estreia de Os Contos de Hoffmann em 1881

Das duas óperas sérias de Offenbach, Die Rheinnixen, um fracasso, não foi revivida até o século XXI. Sua segunda tentativa, Os Contos de Hoffmann, foi originalmente concebida como uma grand ópera. Quando a obra foi aceita por Léon Carvalho para produção na Opéra-Comique, Offenbach concordou em torná-la uma opéra-comique com diálogos falados. Estava incompleta quando ele morreu; Faris especula que, não fosse a morte prematura de Georges Bizet, Bizet, em vez de Guiraud, teria sido solicitado a completar a peça e o teria feito de forma mais satisfatória. O crítico Tim Ashley escreve: "Estilisticamente, a ópera revela um amálgama notável de influências francesas e alemãs... Os corais weberianos prefaciam a narrativa de Hoffmann. Olympia apresenta uma grande ária de coloratura saída diretamente de uma grande ópera francesa, enquanto Antonia canta até a morte com uma música que lembra Schubert."
Embora tenha escrito música de balé para sequências de dança em muitas de suas operetas, Offenbach escreveu apenas um balé completo, Le papillon. A partitura foi muito elogiada por sua orquestração e continha um número, o "Valse des raions", que se tornou um sucesso internacional. Entre 1836 e 1875, ele compôs várias valsas e polcas individuais e suítes de danças. Elas incluem uma valsa, Abendblätter ("Jornais da Noite"), composta para Viena com Morgenblätter ("Jornais da Manhã") de Johann Strauss como peça complementar. Outras composições orquestrais incluem uma peça no estilo do século XVII com solo de violoncelo, que se tornou uma obra padrão do repertório de violoncelo. Pouca da música orquestral não operística de Offenbach foi executada regularmente desde sua morte.
Offenbach compôs mais de 50 canções não operísticas entre 1838 e 1854, a maioria delas com textos franceses, de autores como Alfred de Musset, Théophile Gautier e Jean de La Fontaine, e também dez com textos alemães. Entre as mais populares dessas canções está "À toi" (1843), dedicada à jovem Hérminie d'Alcain como um símbolo precoce do amor do compositor. Uma Ave-maria para solo de soprano foi redescoberta na Biblioteca Nacional da França em 2000.

### Arranjos e edições
Embora as aberturas de Orphée aux enfers e La belle Hélène sejam bem conhecidas e frequentemente gravadas, as partituras geralmente executadas e gravadas não são de Offenbach, mas foram arranjadas a partir de músicas das óperas de Carl Binder e Eduard Haensch, respectivamente, para as estreias em Viena das duas obras. Os próprios prelúdios de Offenbach são muito mais curtos.
Em 1938, Manuel Rosenthal montou o popular balé Gaîté Parisienne a partir de seus próprios arranjos orquestrais de melodias das obras teatrais de Offenbach, e em 1953 o mesmo compositor montou uma suíte sinfônica, Offenbachiana, também com música de Offenbach. Jean-Christophe Keck considera a obra de 1938 como "nada mais que um pastiche vulgarmente orquestrado". Na opinião de Gammond, ela faz "justiça total" a Offenbach.
Os esforços para apresentar edições críticas das obras de Offenbach foram prejudicados pela dispersão de suas partituras autógrafas por diversas coleções após sua morte, algumas das quais não permitem o acesso de acadêmicos. Embora Auguste tenha catalogado os esboços e manuscritos após a morte de seu pai, quando a viúva do compositor faleceu, as filhas sobreviventes brigaram pelos papéis. Muitos de seus papéis podem ter se perdido no colapso dos arquivos da cidade de Colônia em 2009.

## Legado e reputação

### Influência
Offenbach teve uma influência considerável sobre alguns compositores franceses posteriores, embora seu sucessor imediato, Lecocq, tenha se esforçado para se distanciar e se esforçado para evitar dispositivos rítmicos familiares das obras de Offenbach. Francis Poulenc, em sua biografia de Emmanuel Chabrier, escreveu que, como um grande admirador de Offenbach, Chabrier passou a imitá-lo explicitamente em alguns detalhes: "Portanto, 'Donnez-vous la peine de vous asseoir' (chanson du pal) é diretamente derivado de 'Roi barbu qui s'avance, bu qui s'avance' em La belle Hélène". Poulenc traça a influência através de Chabrier e André Messager em sua própria música. O compositor e musicólogo Wilfrid Mellers encontra música modelada na de Offenbach em Les mamelles de Tirésias de Poulenc.
O músico e autor Fritz Spiegl escreveu em 1980: "Sem Offenbach não haveria a Ópera Savoy... nem Die Fledermaus ou Merry Widow". Os dois criadores das óperas Savoy – o libretista Gilbert e o compositor Sullivan – estavam em dívida com Offenbach e seus parceiros por seus estilos satíricos e musicais, até mesmo tomando emprestados componentes do enredo. Por exemplo, Faris argumenta que o falso clã oriental Ba-ta influenciou The Mikado, incluindo os nomes de seus personagens, Ko-ko-ri-ko de Offenbach e Ko-Ko de Gilbert. O exemplo mais conhecido em que uma ópera de Savoy se baseia na obra de Offenbach é The Pirates of Penzance (1879), onde Gilbert e Sullivan seguem o exemplo de Les brigands (1869) no seu tratamento da polícia, que avança ineficazmente em marcha pesada. Les brigands foi apresentada em Londres em 1871, 1873 e 1875; antes da primeira delas, Gilbert fez uma tradução para o inglês do libreto de Meilhac e Halévy.
Por mais que o jovem Sullivan tenha sido influenciado por Offenbach, a influência evidentemente não se deu em apenas uma direção. Hughes observa que dois números de Maître Péronilla (1878), de Offenbach, apresentam "uma semelhança surpreendente" com "Meu nome é John Wellington Wells", de O Feiticeiro (1877), de Gilbert e Sullivan.
A popularidade de Offenbach com o público vienense levou os compositores locais a seguirem seu exemplo. Ele encorajou Johann Strauss a recorrer à opereta quando se conheceram em Viena em 1864, mas foi somente sete anos depois que Strauss o fez. Em sua primeira opereta de sucesso, Die Fledermaus (1874), e suas sucessoras, Strauss trabalhou nas linhas desenvolvidas por seu colega parisiense. O libreto para Die Fledermaus foi adaptado de uma peça de Meilhac e Halévy, e o especialista em opereta Richard Traubner comenta que Strauss foi influenciado pelas "duas brilhantes cenas de festa" em La vie parisienne de Offenbach. Um importante crítico vienense exigiu que os compositores "permanecessem dentro do reino da opereta pura, uma regra estritamente observada por Offenbach", e entre as obras posteriores de Strauss estava Prinz Methusalem (1877), descrita por Lamb como "uma peça satírica offenbachiana".
Na opinião de Gammond, o compositor vienense mais influenciado por Offenbach foi Franz von Suppé, que estudou cuidadosamente as obras de Offenbach e escreveu muitas operetas de sucesso usando-as como modelo. Traubner escreve que as primeiras obras de Suppé imitavam francamente as de Offenbach, e suas óperas – e as de Strauss – eram "inconfundivelmente parisienses (tanto derivadas de Meilhac e Halévy quanto de Offenbach)". Das Pensionnat (O internato, 1860) de Suppé não apenas emula Offenbach, mas se refere a ele no primeiro ato, quando a heroína, a colegial Sophie, e suas amigas aprendem sobre o can-can e começam a dançá-lo. O sucesso mais duradouro de Suppé em um ato, Die schöne Galathée (A Bela Galatéia, 1865), foi inspirado, tanto no título quanto no estilo, em La belle Hélène de Offenbach, que havia sido um grande sucesso em Viena no início daquele ano.

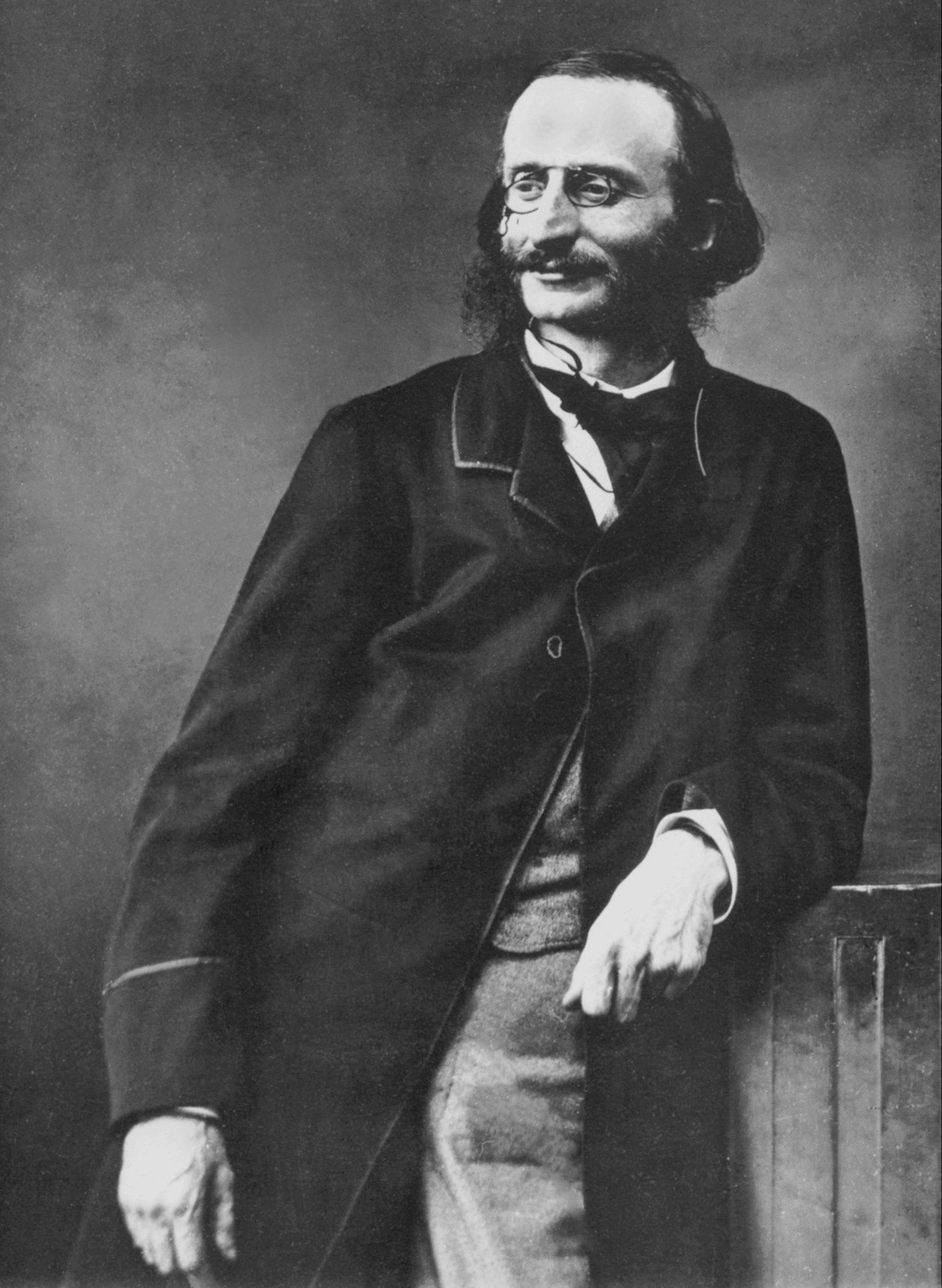
Offenbach retratado por Nadar c. 1860-1870

No Cambridge Opera Journal de 2014, a musicóloga Micaela Baranello escreve que as operetas de Franz Lehár têm um forte elemento offenbachiano, ao lado do que ela chama de um elemento mitteleuropan "folclórico e imaginário". Ela cita oito números em The Merry Widow como na tradição parisiense, incluindo "as sílabas percussivas sem sentido familiares de Offenbach". Em outras partes da Europa, Offenbach foi uma influência importante no desenvolvimento da zarzuela na Espanha, e o compositor alemão do século XX Kurt Weill descreveu sua própria Der Kuhhandel (Comércio de Gado) como "uma opereta influenciada por Offenbach".
Em seu artigo de 1957, Lubbock escreveu: "Offenbach é, sem dúvida, a figura mais significativa na história do 'musical'", e traçou o desenvolvimento do teatro musical de Offenbach, passando por Sullivan, Lehár, Messager e Lionel Monckton, até Irving Berlin, Rodgers e Hammerstein. Lamb escreve: "Durante o século XIX, as obras de Offenbach, Johann Strauss e Gilbert e Sullivan tiveram pouco menos sucesso no Novo Mundo do que no Velho", e, de acordo com o historiador Adrian Wright, a estreia de Les deux aveugles em Nova York em 1858 fez de Offenbach "uma constante da Broadway", colocando suas obras em voga na América até o final do século. Ele influenciou alguns compositores americanos, como John Philip Sousa em sua opereta El Capitan (1896). O contemporâneo de Sousa, David Braham, foi apelidado de "Offenbach americano" e incluiu frases das partituras de Offenbach em sua própria música. Mais tarde, Lamb encontra ecos de La Vie parisienne em Fifty Million Frenchmen (1929), de Cole Porter, embora a influência nesse caso seja mais de Meilhac e Halévy do que de Offenbach. Em um estudo de 2005 sobre Lerner e Loewe, Gene Lees escreve: "A fonte do musical americano pode ser encontrada na opéra-bouffe de Jacques Offenbach", e Alan Jay Lerner disse que Offenbach "foi de fato o pai de todos nós".

### Reputação
Durante a vida de Offenbach, e nos obituários de 1880, críticos exigentes (apelidados de "Musical Snobs Ltd" por Gammond) mostraram-se em desacordo com a apreciação do público. Em um artigo de 1980 no The Musical Times, George Hauger comentou que esses críticos não apenas subestimaram Offenbach, mas erroneamente supuseram que sua música logo seria esquecida. Embora a maioria dos críticos da época fizesse essa suposição errônea, alguns perceberam a qualidade incomum de Offenbach; no The Times, Francis Hueffer escreveu: "nenhum de seus numerosos imitadores parisienses jamais foi capaz de rivalizar com Offenbach em seu melhor". No entanto, o jornal se juntou à previsão geral: "É muito duvidoso que alguma de suas obras sobreviva." O The New York Times compartilhou esta visão: "Que ele tinha o dom da melodia em um grau muito extraordinário não pode ser negado, mas ele escreveu currente calamo, e a falta de desenvolvimento de suas inspirações mais selecionadas irá, é de se temer, impedi-las de alcançar até mesmo a próxima geração". Após a produção póstuma de The Tales of Hoffmann, o The Times reconsiderou parcialmente seu julgamento, escrevendo: "Les Contes de Hoffmann [irá] confirmar a opinião daqueles que o consideram um grande compositor em todos os sentidos da palavra". Então, caiu no que Gammond chama de "hipocrisia vitoriana" ao presumir que a ópera "manterá a fama de Offenbach muito depois que suas composições mais leves tiverem desaparecido da memória".
O filósofo Friedrich Nietzsche chamou Offenbach de "gênio artístico" e "palhaço", mas escreveu que "quase todas" as obras de Offenbach alcançam meia dúzia de "momentos de perfeição desenfreada". O romancista Émile Zola comentou sobre Offenbach em um ensaio, "La féerie et l'opérette IV/V". Embora admita que as melhores operetas de Offenbach são cheias de graça, charme e sagacidade, Zola o culpa pelo que outros fizeram do gênero. Zola chama a opereta de "inimiga pública" e uma "besta monstruosa". Alguns críticos viam a sátira nas obras de Offenbach como um protesto social, um ataque contra o establishment, mas Zola via as obras como uma homenagem ao sistema social do Segundo Império.
O crítico de meados do século XX, Sacheverell Sitwell, comparou os dons líricos e cômicos de Offenbach aos de Mozart e Rossini. Otto Klemperer, embora mais conhecido como maestro dos clássicos sinfônicos alemães, era um admirador de Offenbach; no final da vida, ele refletiu: "No Kroll [em 1931] fizemos La Périchole. É uma trilha realmente deliciosa. Assim como Orfeu no Submundo e Belle Hélène. Aqueles que o chamavam de 'O Mozart dos Boulevards' não estavam muito enganados". Debussy, Mussorgsky e Rimsky-Korsakov amavam as operetas de Offenbach. Debussy as avaliou melhor do que Os Contos de Hoffmann: "A única obra em que [Offenbach] tentou ser sério não obteve sucesso." Ele escreveu isso em 1903, quando Os Contos de Hoffmann, após o sucesso inicial, com 101 apresentações em seu primeiro ano, foram negligenciados. Uma produção de Thomas Beecham no His Majesty's Theatre, em Londres, em 1910, restaurou a obra ao repertório operístico convencional, onde permaneceu. Um crítico londrino escreveu, após a morte de Offenbach: "Li em algum lugar que alguns dos trabalhos mais recentes de Offenbach mostram que ele é capaz de um trabalho mais ambicioso. Eu, por exemplo, estou feliz que ele fez o que fez e só queria que ele tivesse feito mais do mesmo tipo." No Grove Dictionary of Music and Musicians, Lamb escreve:
| “ | A sua ópera Les contes d'Hoffmann manteve um lugar no repertório internacional, mas as suas realizações mais significativas residem no campo da opereta. Orphée aux enfers, La belle Hélène, La vie parisienne, La Grande-Duchesse de Gérolstein e La Périchole continuam a ser exemplos notáveis do repertório de operetas francês e internacional. | ” |